# Hố Nai, Biên Hòa
Hố Nai là một phường thuộc thành phố Biên Hòa, tỉnh Đồng Nai, Việt Nam.

## Địa lý
Phường Hố Nai nằm ở ngoại ô phía Đông thành phố Biên Hòa, cách trung tâm thành phố khoảng 6 km, có Quốc lộ 1 và đường Nguyễn Ái Quốc đi qua, nằm gần các khu công nghiệp lớn của tỉnh và thành phố.
- Phía Đông giáp phường Tân Biên
- Phía Tây và phía Bắc giáp phường Trảng Dài
- Phía Nam và Tây Nam giáp phường Tân Hiệp.

Phường có diện tích 3,88 km², dân số năm 2024 là 50.589 người, mật độ dân số đạt 13.038 người/km².

## Hành chính
Phường Hố Nai được chia thành 13 khu phố: 1, 2, 3, 4, 5, 6, 7, 8, 9, 10, 11, 12, 13.

## Địa hình
Là một phường nông nghiệp trước đây, địa phương có địa hình có nhiều triền dốc, nằm ở độ cao, có hai suối cạn chảy qua, từ đó về nguồn nước sinh hoạt và phục vụ cho tưới tiêu gặp rất nhiều khó khăn.

## Khí hậu – Thủy văn
Phường Hố Nai nằm ở khu vực đồng bằng Đông Nam Bộ, khí hậu ôn hòa, được phân ra thành hai mùa mưa nắng rõ rệt, mùa mưa từ tháng 5 đến tháng 10, mùa nắng từ tháng 12 đến tháng 4 hàng năm.

## Lịch sử
Phường Hố Nai trước năm 1954 thuộc làng Bình Trước. Năm 1955, tiếp nhận dân cư từ miền Bắc di cư vào, chính quyền Sài Gòn lập nhiều trại định cư trên quốc lộ 1 và đến 1957 thì thành lập xã Hố Nai, với các ấp Tây Hải, Nam Hải, Đông Hải, Bắc Hải thuộc quận Đức Tu, tỉnh Biên Hòa. Đa số dân xã Hố Nai là tín đồ đạo Công giáo, chuyên nghề nông, trồng trọt và sản xuất các ngành nghề thủ công.
Năm 1976, xã Hố Nai được tách thành 4 xã: Hố Nai 1, Hố Nai 2 (nay là phường Tân Biên và Tân Hòa), Hố Nai 3 và Hố Nai 4 (nay là xã Bắc Sơn, Bình Minh, Quảng Tiến thuộc huyện Trảng Bom) thuộc huyện Thống Nhất, tỉnh Đồng Nai.
Ngày 21 tháng 10 năm 1978, xã Hố Nai 1 được chuyển về thành phố Biên Hòa. Năm 1996, phường Hố Nai 1 được đổi tên thành phường Hố Nai.
Người dân Hố Nai cần cù, hiếu khách, sinh động trong làm ăn kinh tế, ngoài chăn nuôi, trồng trọt, Hố Nai còn có làng Kim Bích nổi tiếng về ngành nghề gò thùng thiếc và sản xuất các sản phẩm từ nông nghiệp như tráng bánh đa, bánh phở, mì sợi cung cấp cho nhiều tỉnh thành phía nam và được nhiều người ưa thích. Phường Hố Nai là cửa ngõ của thành phố Biên Hòa rất phát triển về thương mại – dịch vụ, khu công nghiệp Hố Nai thu hút nhiều lao động vào làm việc trong các công ty, xí nghiệp. Người dân Hố Nai vô cùng đoàn kết, hầu hết khu vực này thường ít xảy ra trộm cắp hoặc cướp giật trên đường.

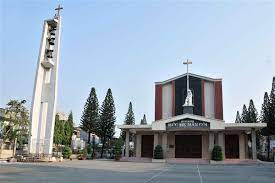
Khuôn viên chính Nhà Thờ Giáo Xứ Ngọc Đồng thuộc Phường Tân Hòa (Hố Nai 2 cũ)

Đa phần dân Hố Nai theo đạo Công Giáo (không tính người nhập cư), cuộc sống của họ gắn liền với tư tưởng tôn giáo của họ, nên dễ thấy nơi đây rất nhiều các nhà thờ (giáo xứ). Vào ngày Chủ Nhật (còn gọi là Chúa Nhật theo bên Công Giáo), bạn sẽ gặp dân Hố Nai đi tới các nhà thờ để tham dự Thánh Lễ rất đông (khoảng 6h-8h sáng) và (16h-19h).